# Dimos Marathon
Dimos Marathon (Marathon) är en kommun i Grekland.   Den ligger i prefekturen Nomarchía Anatolikís Attikís och regionen Attika, i den sydöstra delen av landet, 30 km nordost om huvudstaden Aten. Antalet invånare är 33 423.